# 규정공파
밀양 박씨 규정공파(糾正公派)는 밀양 박씨의 시조인 밀성대군의 15대손인 고려시대의 규정공 박현에서 갈라져 나간 한 분파이다. 밀양 박씨 중에서 가장 번창한 파이다. 규정공파는 숙민공파, 돈와공파등 많은 지파를 가지고 있다. 규정공파의 대표적 인물은 인목대비를 폐하는데 반대를 했던 영의정 퇴우당 박승종이 있다.